# Kiến trúc Phục hưng Séc

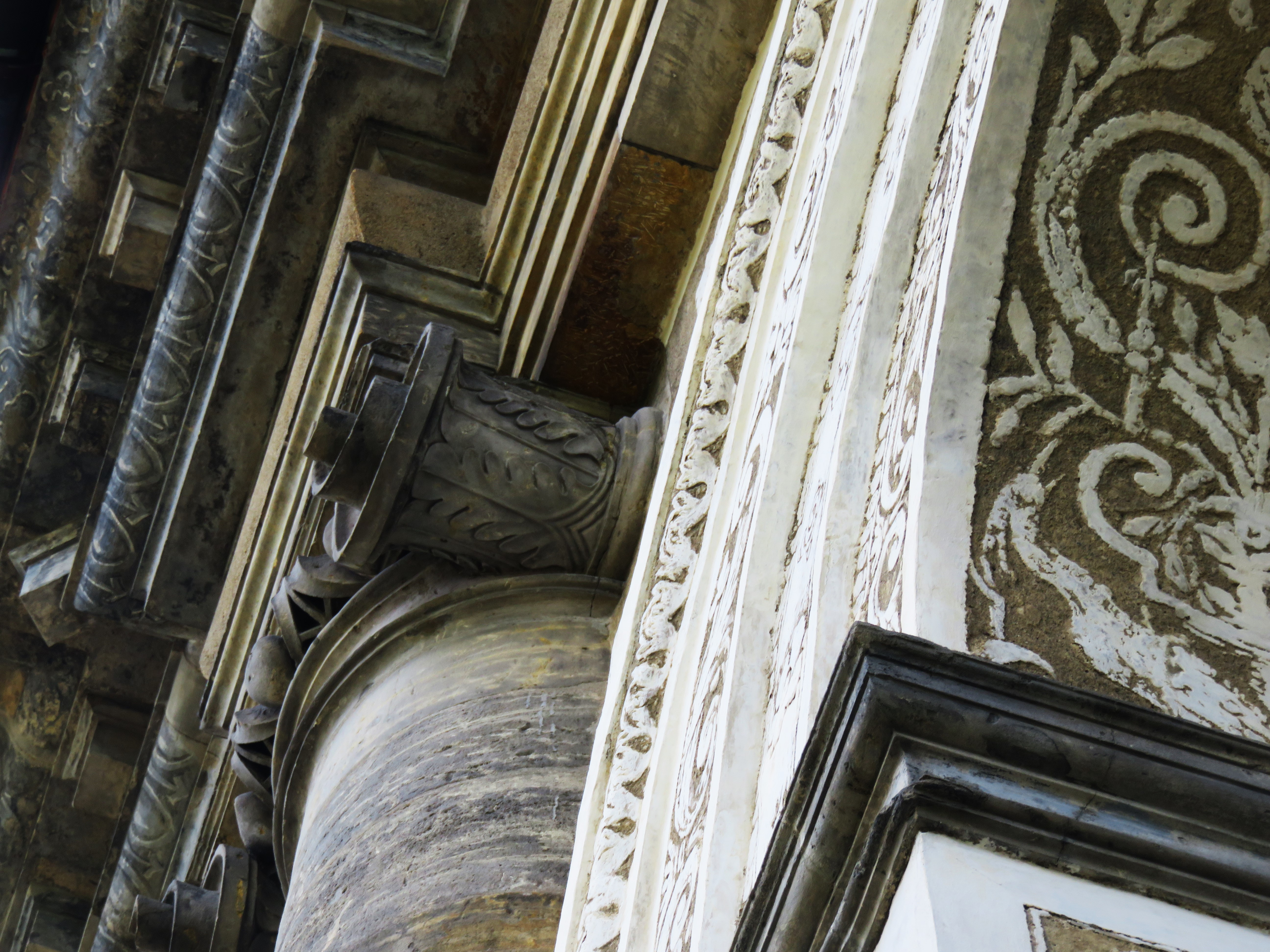
Chi tiết mặt tiền của Vườn Hoàng gia Praha. Các thức cột Ionic Bonifác Wohlmut xây dựng vào năm 1569

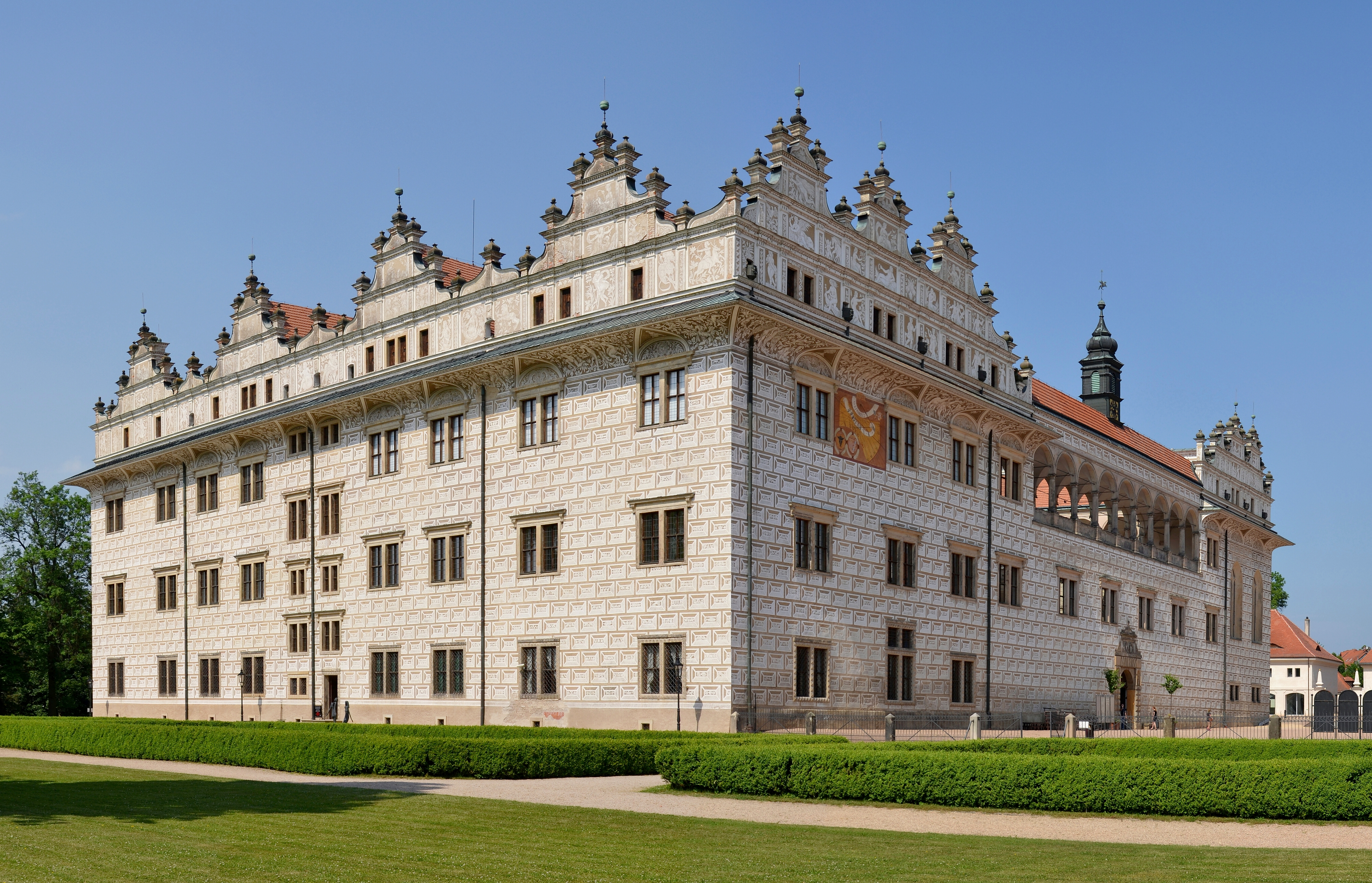
Lâu đài Litomyšl do Ulrico Aostalli xây dựng vào năm 1575–81

Kiến trúc Phục hưng Séc đề cập đến thời kỳ kiến trúc của thời kỳ cận đại ở Bohemia, Moravia và Silesia thuộc Séc (ngày nay là Cộng hòa Séc). Kiến trúc Phục hưng phát triển mạnh mẽ ở vùng đất Séc từ cuối thế kỷ 15 đến nửa đầu thế kỷ 17.
Ở Vương triều Bohemia cũng như ở các khu vực khác của Trung Âu, phong cách Phục hưng được chấp nhận chậm hơn ở Nam Âu. Nguyên nhân một phần là do tình hình của Vương quốc sau Chiến tranh Hussite. Cải cách Bohemia không tin tưởng vào những ảnh hưởng đến từ "giáo hoàng" Ý và thay vào đó duy trì và tôn trọng các giá trị truyền thống như kiến trúc Gothic cổ điển. Vì vậy, những thành tựu đầu tiên về kiến trúc Phục hưng ở các vùng đất của Séc tìm thấy tại tầng lớp quý tộc Công giáo hoặc vua Công giáo. Phong cách Phục hưng lần đầu tiên xuất hiện ở Vương quốc Séc vào những năm 1490.
Vương quốc Bohemia không bị Đế chế La Mã cổ đại xâm chiếm, do đó phần lớn công trình kiến trúc chịu ảnh hưởng từ Ý. Cũng như ở các nước Trung Âu khác, phong cách Gothic luôn giữ được vị thế của mình đặc biệt là trong kiến trúc nhà thờ. Kiến trúc Gothic truyền thống trường tồn mãi với thời gian, thể hiện sự vĩnh cửu của Chúa hoặc để nhấn mạnh truyền thống lâu đời. Kiến trúc Phục hưng cùng tồn tại với phong cách Gothic ở Bohemia và Moravia cho đến cuối thế kỷ 16.
Mặt tiền của các tòa nhà thời Phục hưng Séc thường trang trí bằng tượng sgraffito (tượng nhỏ). Sgraffito cũng như các đồ trang trí phù điêu thường lấy cảm hứng từ Kinh thánh hoặc thần thoại Hy Lạp.

## Kiến trúc thế tục

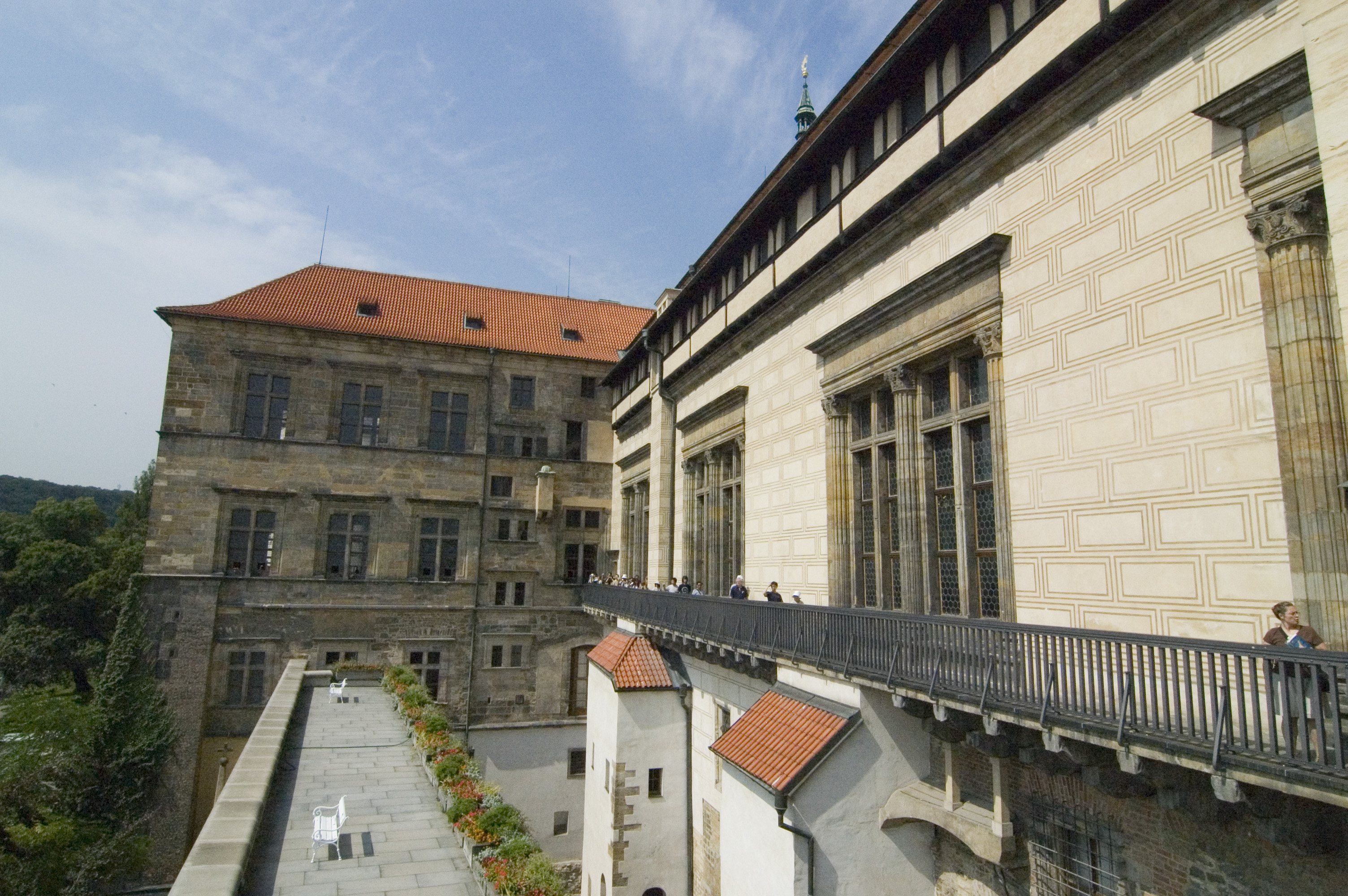
Cung điện Hoàng gia Cũ Praha với các cửa sổ của Hội trường Vladislav và Louis ở phía sau. Đây là dinh thự Phục hưng đầu tiên ở Bohemia

### Thời kỳ Jagiellon
Các yếu tố được biết đến sớm nhất của kiến trúc thời Phục hưng ở vùng đất Séc là cổng của hai dinh thự quý tộc Moravia ở Moravská Třebová và Tovačov. Cả hai đều có niên đại từ năm 1492. Cùng lúc đó, dưới thời Vua Vladislaus II, Cung điện Hoàng gia Cũ ở Lâu đài Praha (tọa lạc tại thủ đô Vương quốc Bohemia) được xây dựng lại. Xung quanh hội trường hành lễ lớn mới được xây dựng (Hội trường Vladislav) là một dãy cửa sổ lớn hình chữ nhật. Đây là những yếu tố kiến trúc Phục hưng sớm nhất ở Praha năm 1493. Kiến trúc sư của Hội trường Vladislav là Benedikt Rejt, người sau này cũng đã xây dựng Cung điện Hoàng gia Louis (1503–1509), được coi là tòa nhà ở thời Phục hưng lâu đời nhất ở Bohemia, mặc dù trần nhà được thiết kế theo kiểu vòm sườn Gothic.

Mặc dù dưới triều đại Jagiellon (1471–1526), phong cách Gothic vẫn chiếm một phần quan trọng tại Bohemia, nhưng phong cách này bắt đầu bị pha trộn với phong cách Phục hưng. Giai đoạn này của kiến trúc Séc thường được gọi là kiến trúc Jagiellon Gothic Séc nhưng cũng có thể coi đây là giai đoạn đầu của phong cách Phục hưng Bohemia.

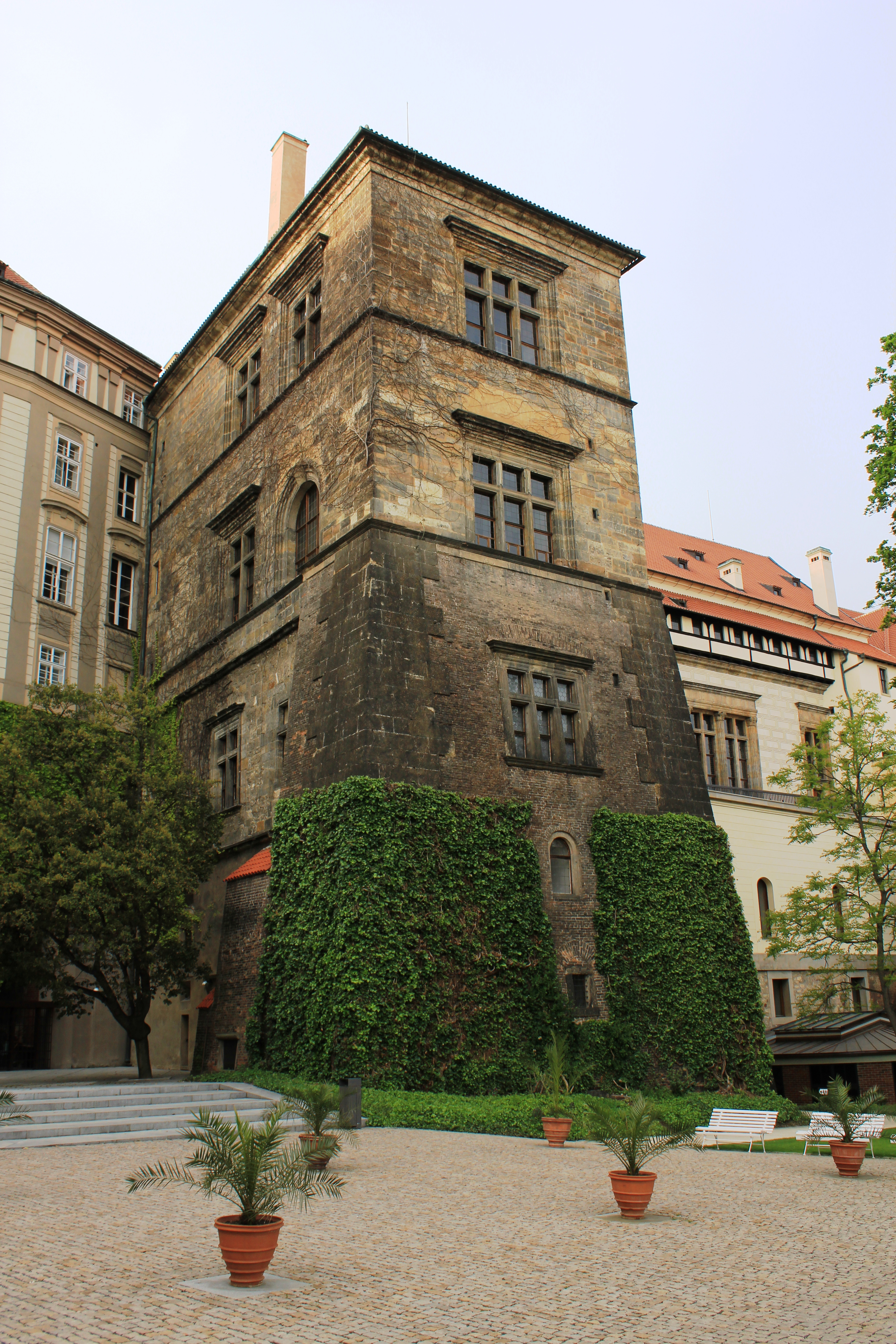
Tòa Louis trong khuôn viên Lâu đài Praha từ 1503–1509
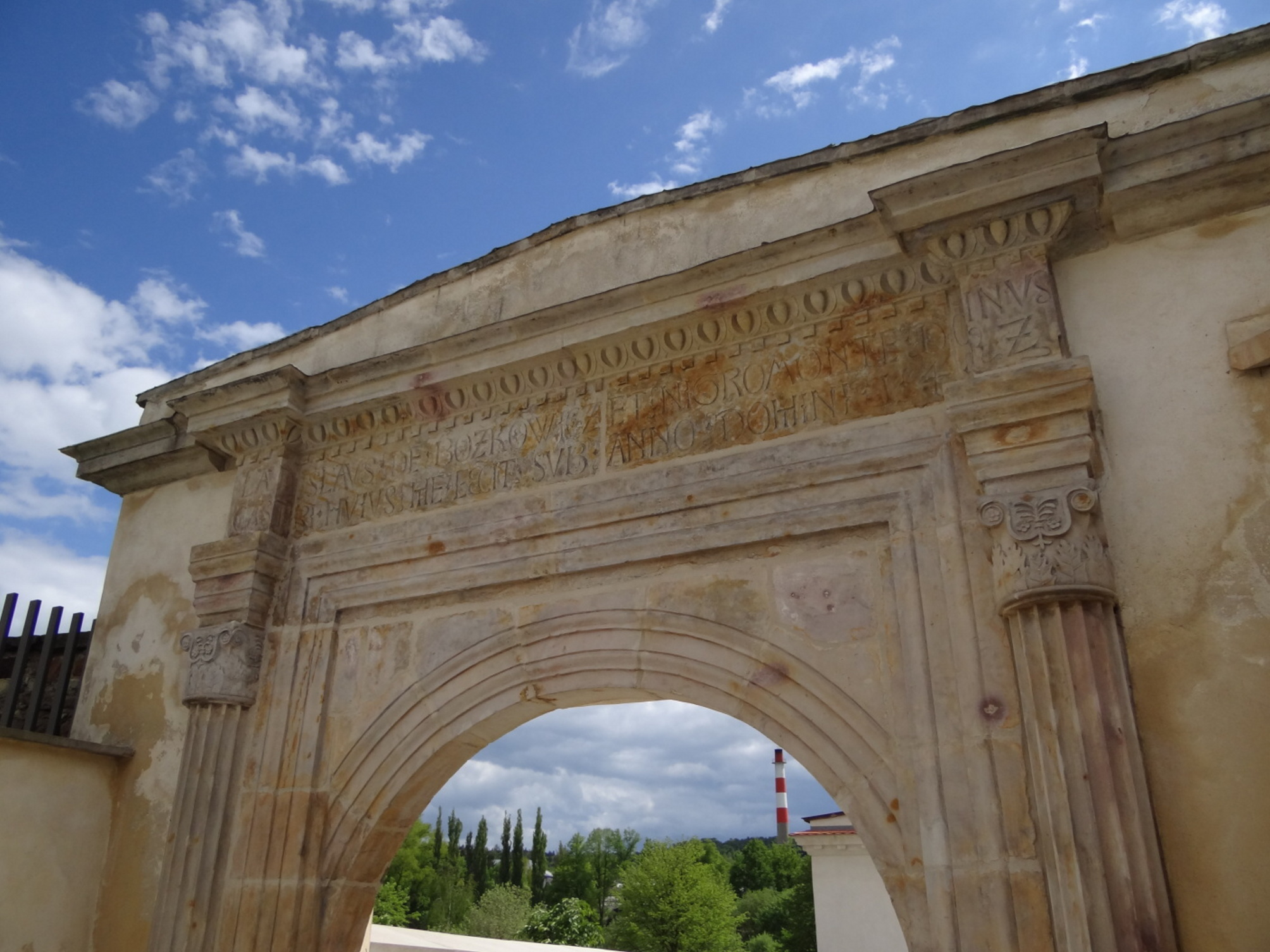
Cổng Lâu đài Moravská Třebová từ năm 1492
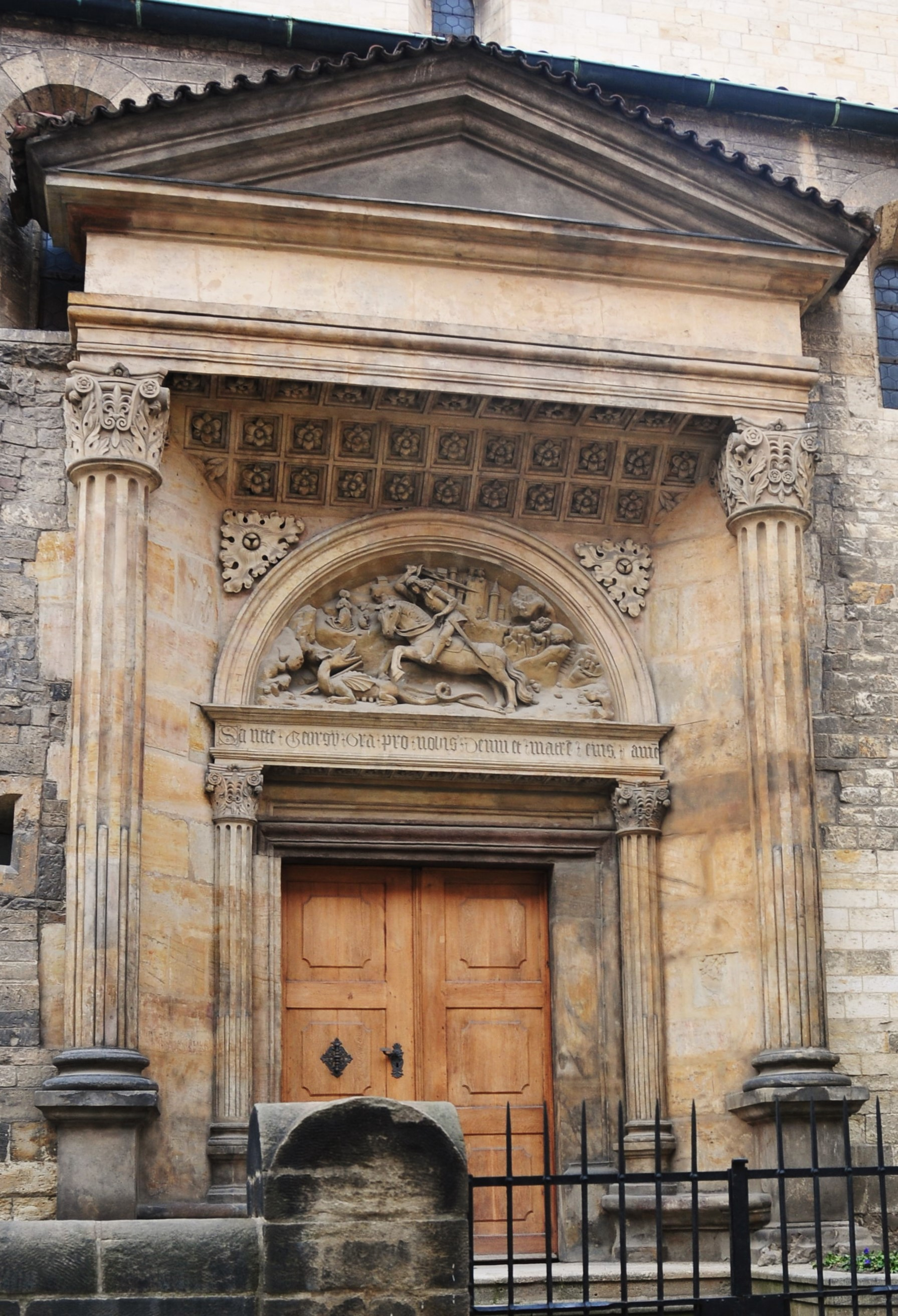
Cổng nhà thờ Thánh George ở Lâu đài Praha, khoảng năm 1510
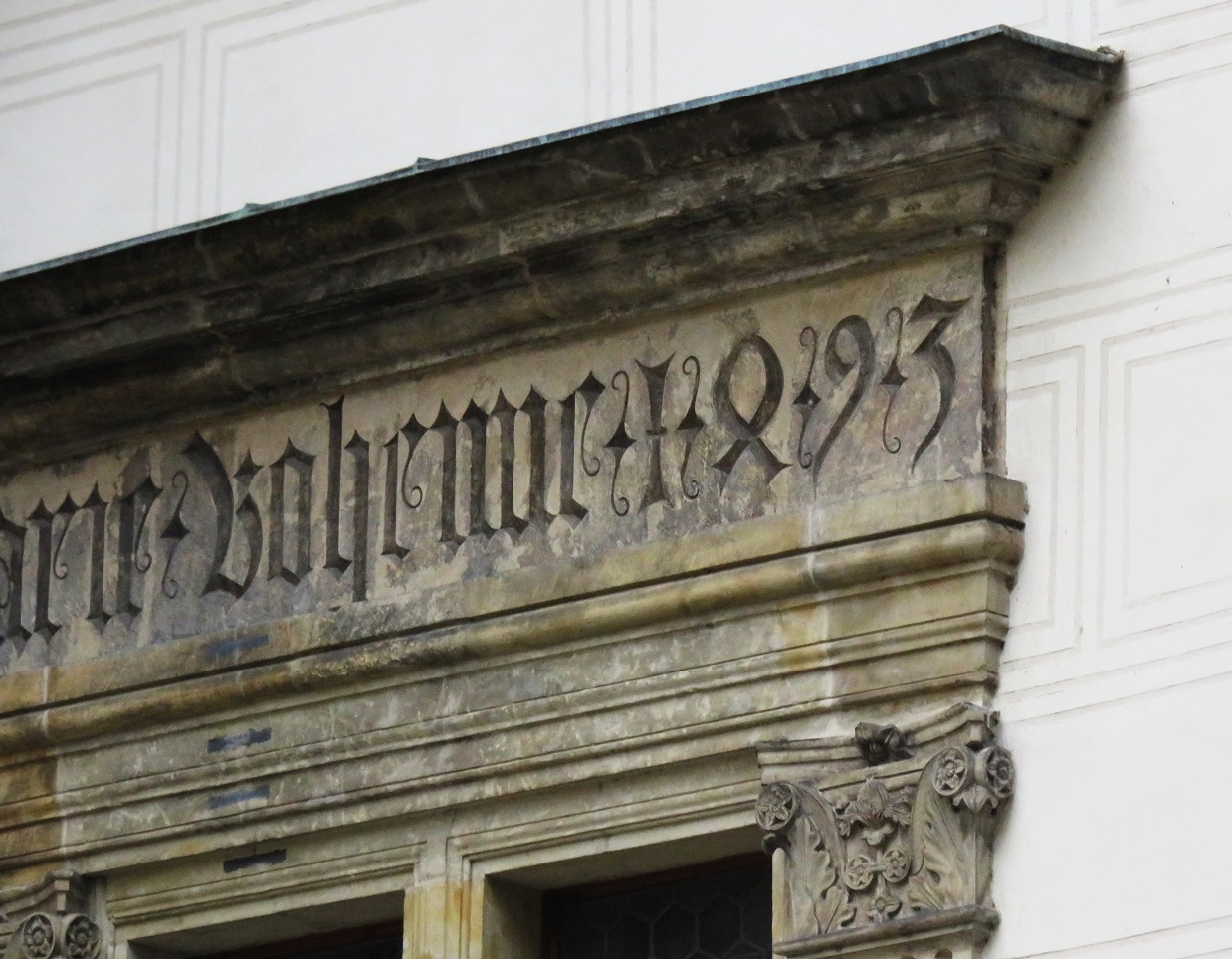
Ngày 1493 trên cửa sổ thời kỳ Phục hưng sớm nhất ở Bohemia. Một trong những cửa sổ của Hội trường Vladislav ở Lâu đài Praha.
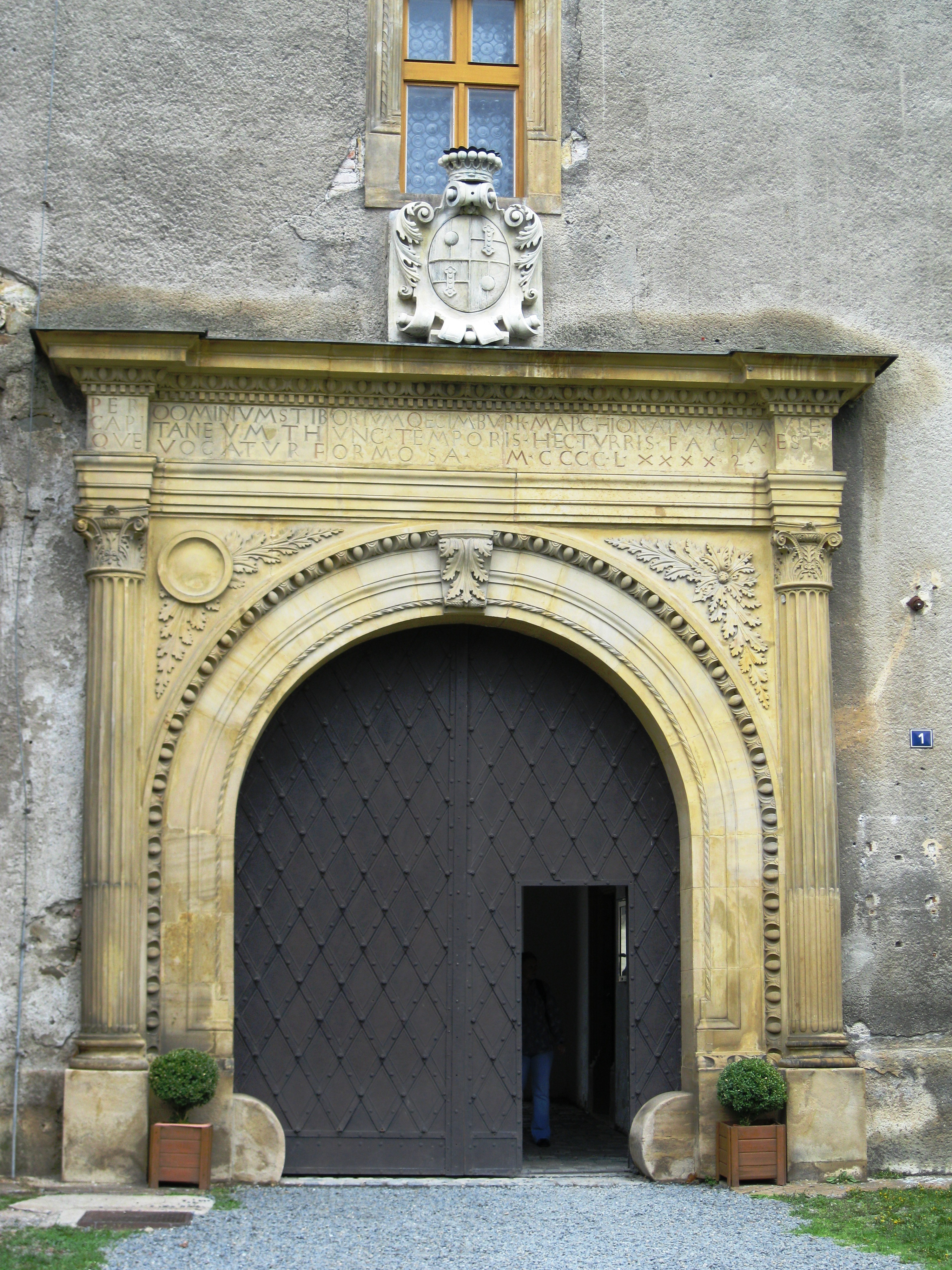
Cổng Lâu đài Tovačov năm 1492

### Thời kỳ Habsburg
Ảnh hưởng trực tiếp của kiến trúc Phục hưng Ý xuất hiện đầu tiên sau khi Ferdinand I của Habsburg lên ngôi Bohemian. Năm 1538–1563 Ferdinand xây dựng Cung điện Mùa hè Hoàng gia (còn được gọi là Belvedere), nằm trong Vườn Hoàng gia mới thành lập của Lâu đài Praha. Cung điện Mùa hè với trang trí phù điêu và mái vòm và ban công lớn được coi là mẫu kiến trúc Phục hưng Ý thuần túy nhất ở phía bắc dãy An-pơ. Dưới triều đại Ferdinand năm 1555–1558, một cung điện mùa hè khác (Lustschloss) dành cho hoàng gia được xây dựng gần Praha với hình dạng của một ngôi sao (tiếng Séc: letohrádek Hvězda), có lẽ con trai Vua là Archduke Ferdinand là người thiết kế. Các kiến trúc sư thời Phục hưng nổi tiếng từng làm việc cho hoàng gia và triều đình tại Lâu đài Praha là Paolo della Stella, Bonifác Wolmut, và Giovanni Maria Philippi.

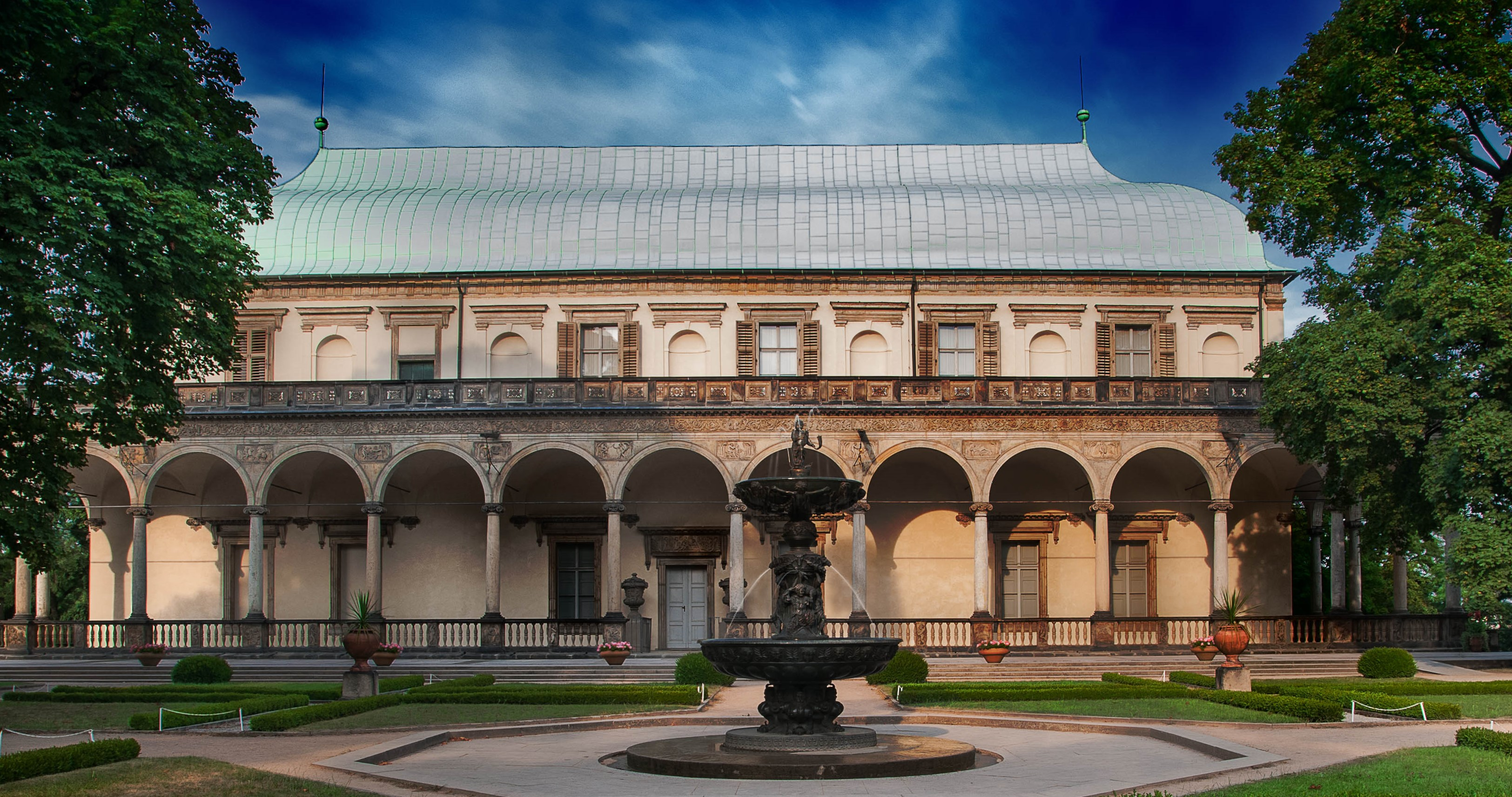
Cung điện Mùa hè Hoàng gia trong Vườn Hoàng gia của Lâu đài Praha, được xây dựng vào năm 1538–63
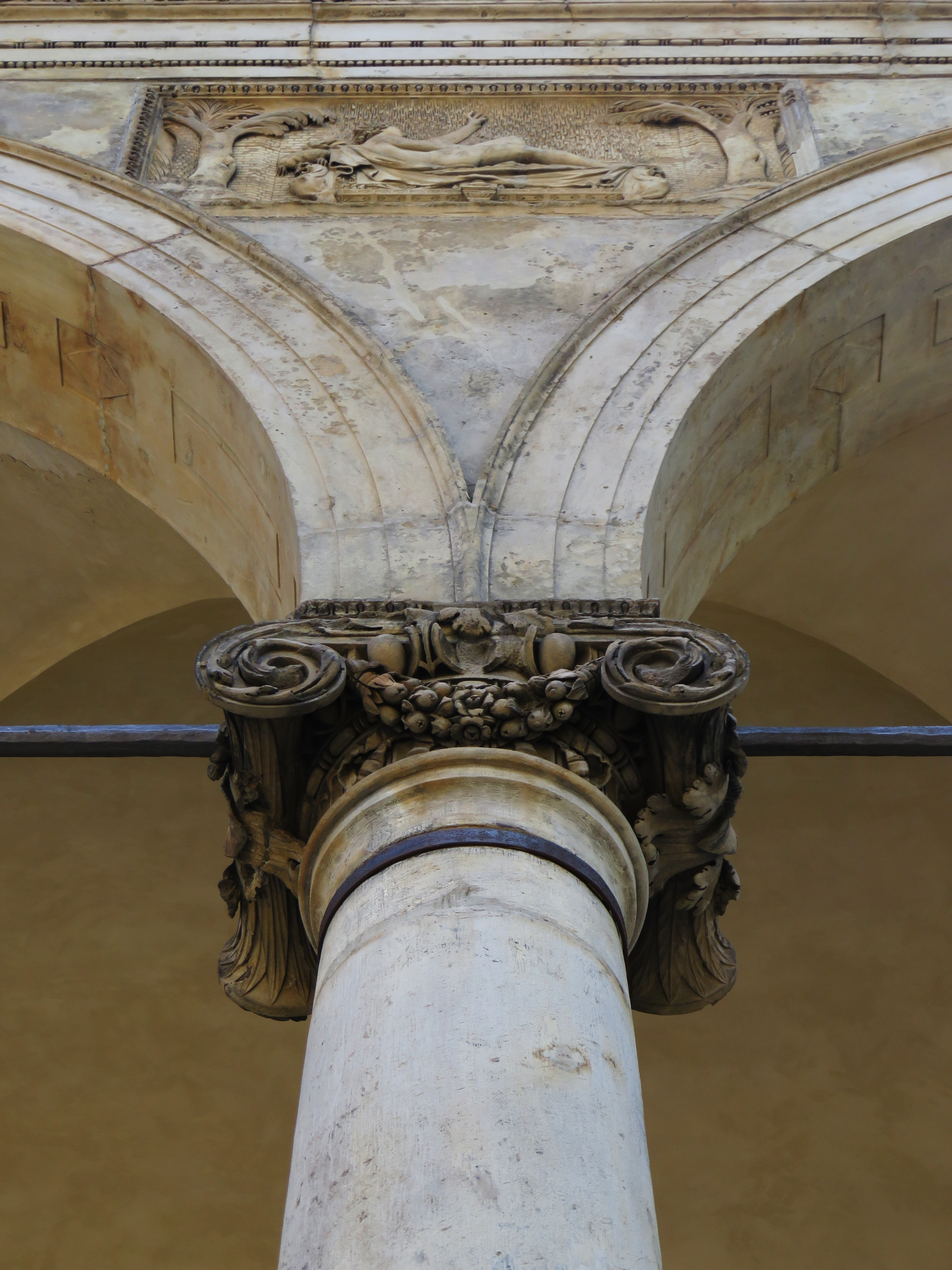
Chi tiết cột Cung điện mùa hè Hoàng gia
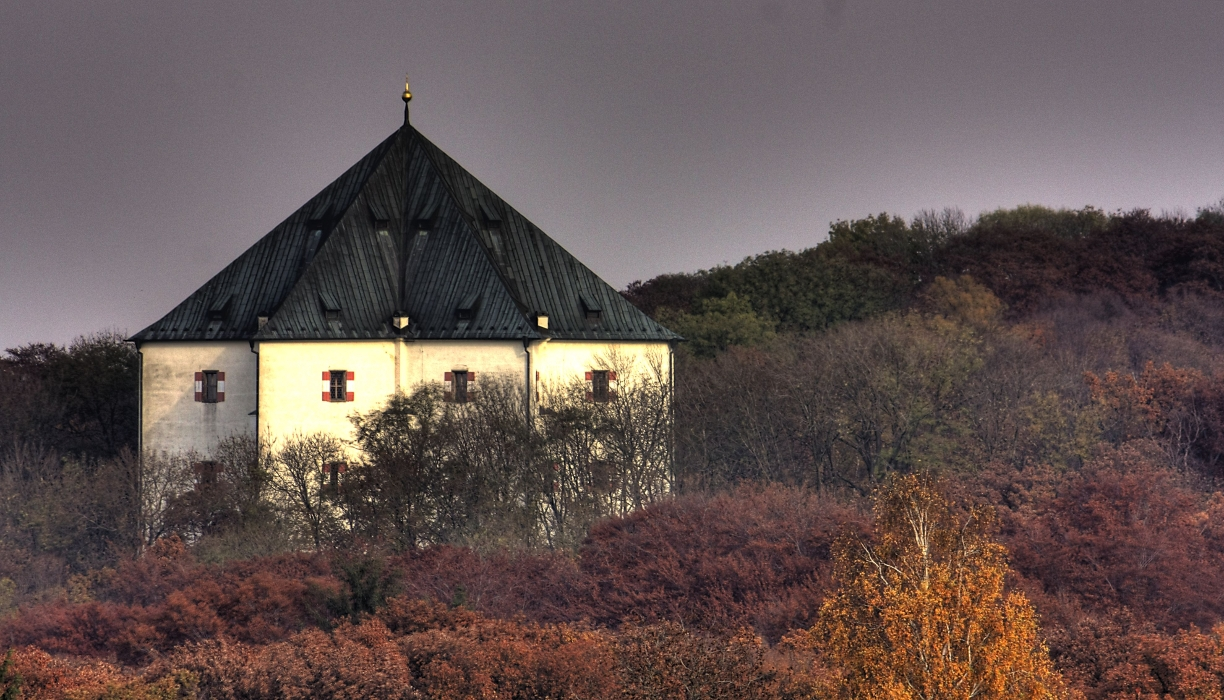
Hvězda - ngôi nhà mùa hè của gia đình hoàng gia được xây dựng theo hình ngôi sao vào năm 1555–58
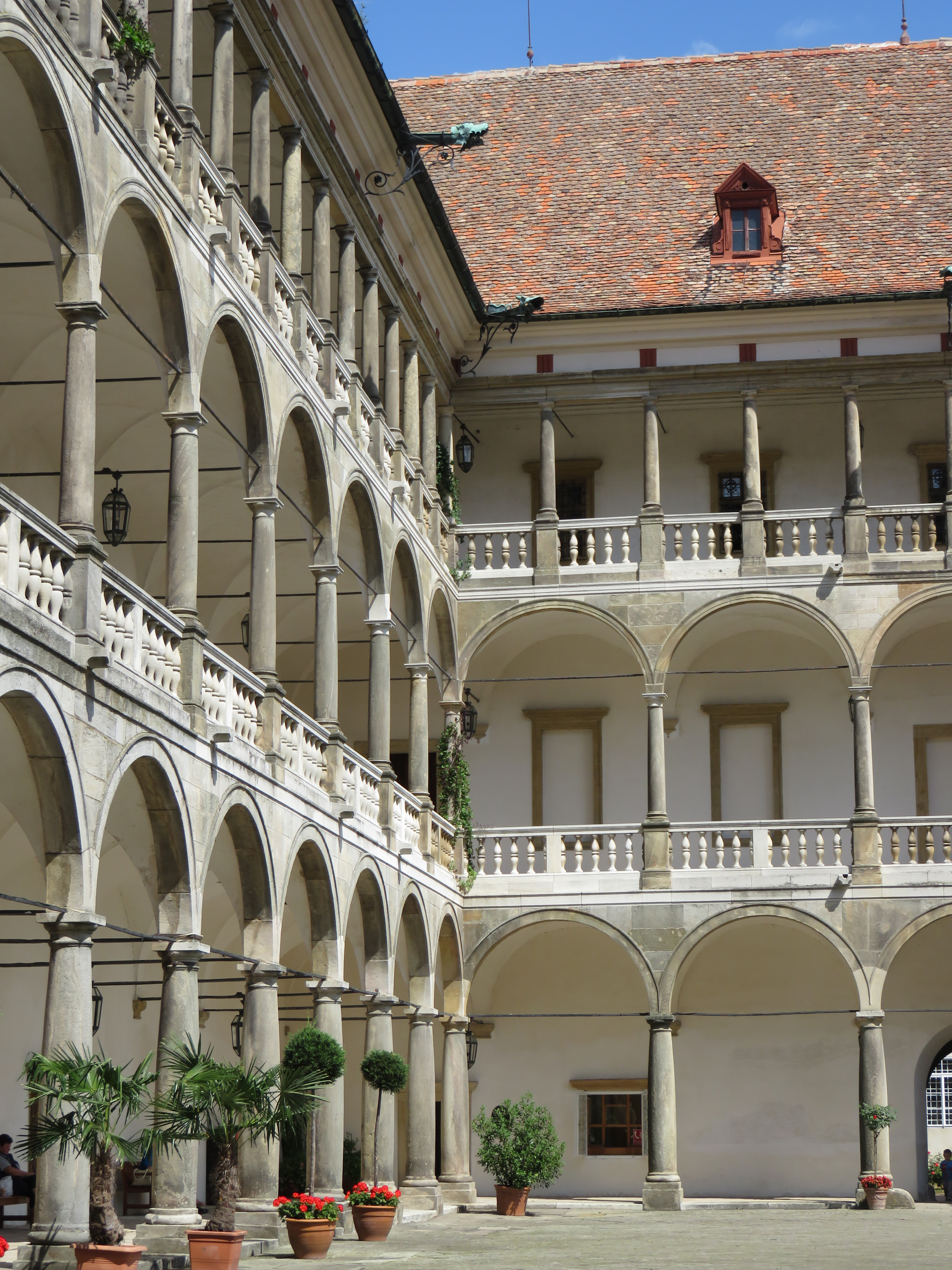
Mái vòm của Lâu đài Opočno

Thế kỷ 16, giới quý tộc được giáo dục theo chủ nghĩa nhân văn đã chuyển đổi những lâu đài Gothic gò bó sang lâu đài Phục hưng rộng rãi mới được xây dựng với những sân có mái vòm thanh lịch, những khu vườn trang trí bởi tượng và đài phun nước. Sự thoải mái được chú trọng và các tòa nhà phục vụ mục đích giải trí cũng xuất hiện (ví dụ như hội trường chơi bóng, nhà mùa hè). Một số lâu đài nổi tiếng: Litomysl, TELC, Český Krumlov, Kratochvíle, Jindřichův Hradec, Nelahozeves, Opočno, Pardubice, Horšovský Týn, Bechyně, Frýdlant, Velké Losiny, Benatky nad Jizerou, Benešov nad Ploučnicí, kostelec nad černými lesy, Kaceřov, Moravská Třebová và Bučovice.
Các thành phố sau đây cũng rất nổi tiếng với kiến trúc đô thị thời Phục hưng: Český Krumlov, Telč, Nové Město nad Metují, Pardubice, Jindřichův Hradec, Slavonice, Chrudim và Prachatice. Nhiều toà thị chính được xây dựng theo phong cách Phục hưng, ví dụ như ở Pilsen, Hradčany, Phố nhỏ Praha, Litoměřice, Nymburk, Prostějov, Volyně và Stříbro..
Trong suốt thế kỷ 16, các kiến trúc sư, thợ xây và nghệ sĩ người Ý nói chung trở nên rất phổ biến trong Vương quốc Bohemia. Dưới thời trị vì của Hoàng đế của Thánh chế La Mã và Vua Bohemia Rudolph II, thành phố Praha trở thành một trong những trung tâm nghệ thuật cuối thời kỳ Phục hưng ở châu Âu nổi tiếng nhất.
Kiến trúc sư người Ý Giovanni Maria Philippi đã xây dựng lại và mở rộng Cung điện Hoàng gia Mới trong Lâu đài Praha cho Hoàng đế. Thật không may, chỉ một số phần của nó đã được bảo tồn (Cổng Matthias, Hội trường Tây Ban Nha). Rudolph cũng đã xây dựng nhà thờ Thánh Rochus ở Hradčany gần Tu viện Strahov.

Tòa nhà cuối thời Phục hưng nổi tiếng thuộc thời kỳ này là Nhà nguyện Clementinum của Ý ở Phố cổ Praha.

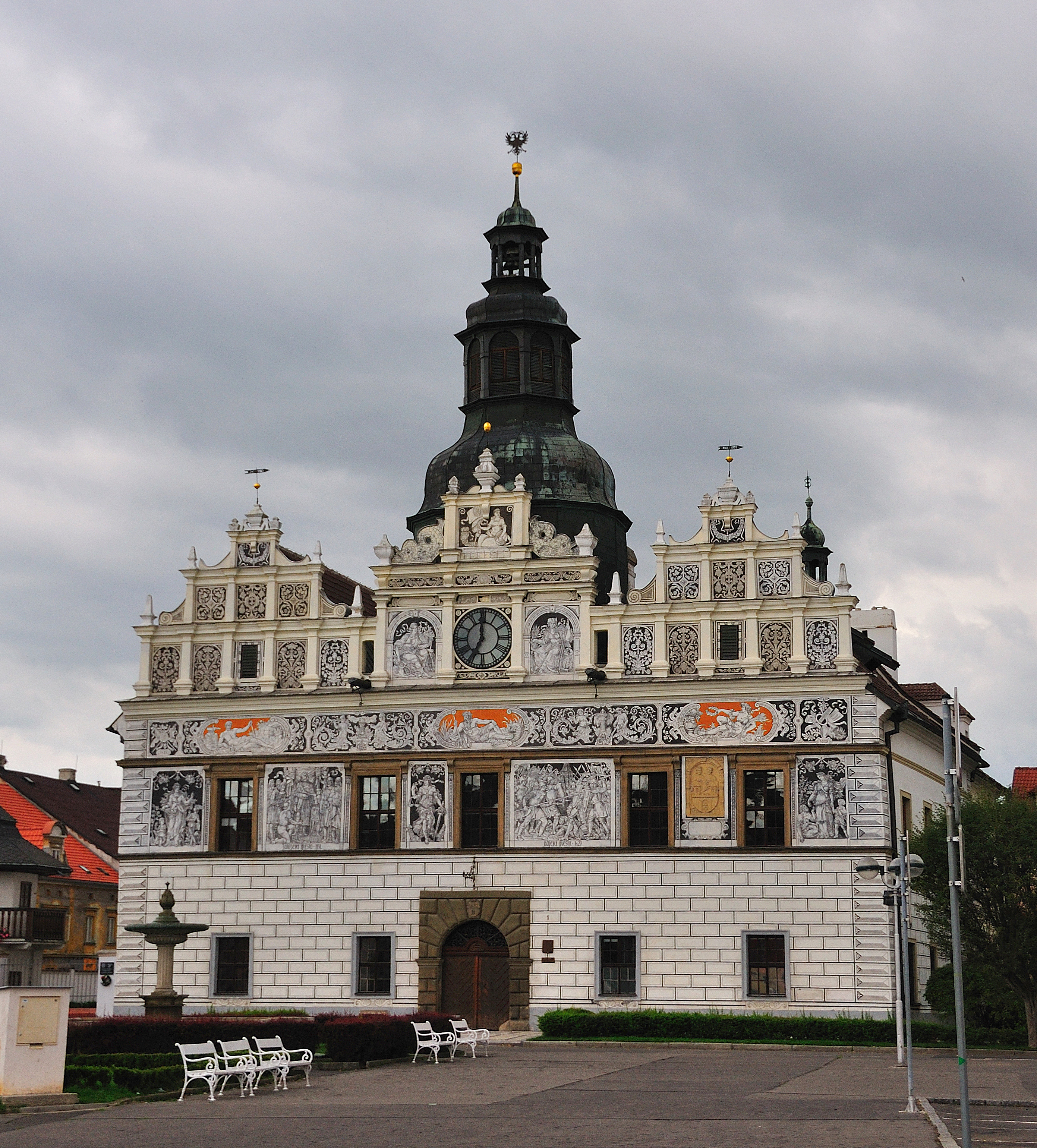
Tòa thị chính ở Stříbro (Mies)
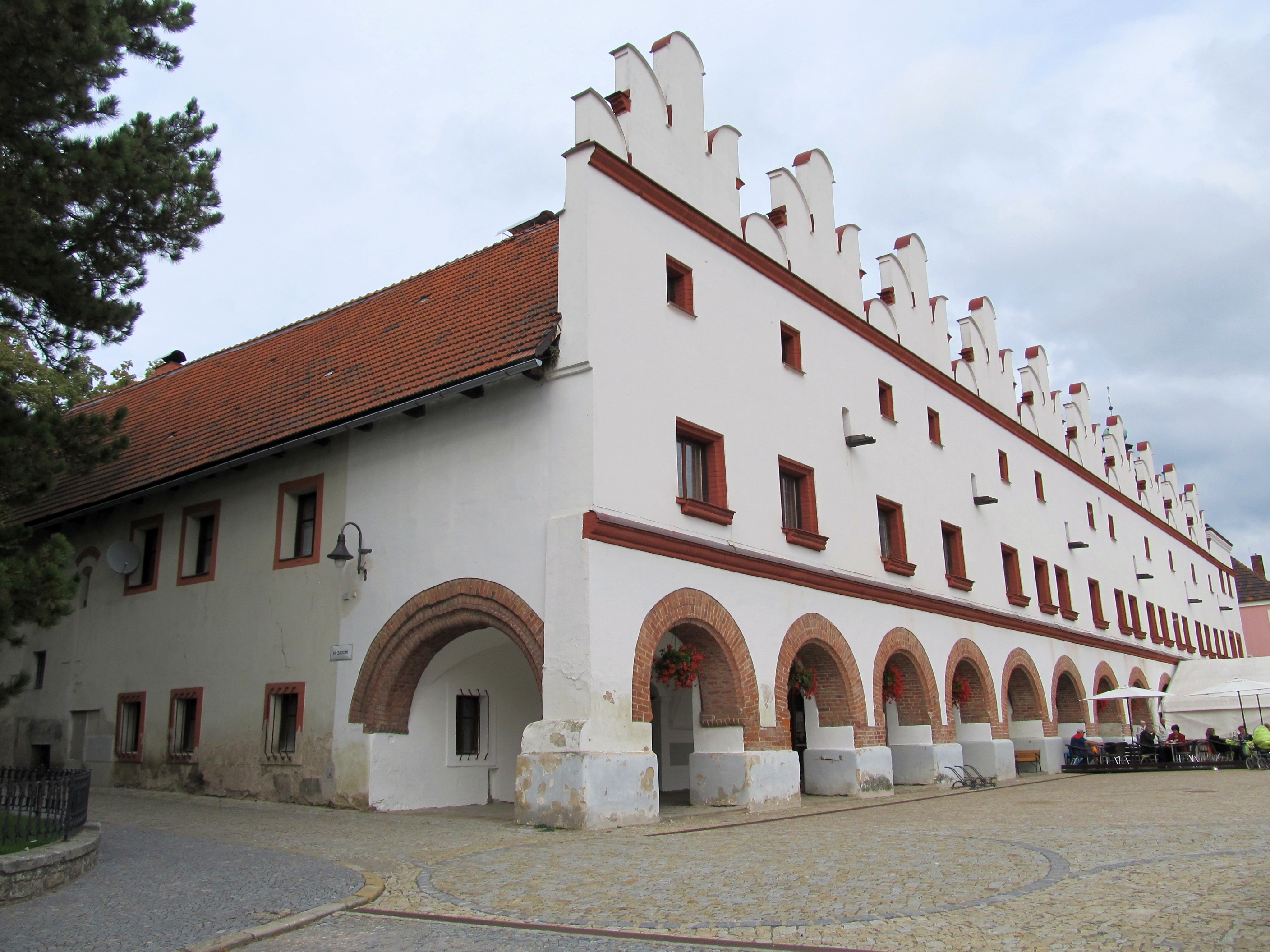
Dãy nhà thời Phục hưng ở Nové Město nad Metují
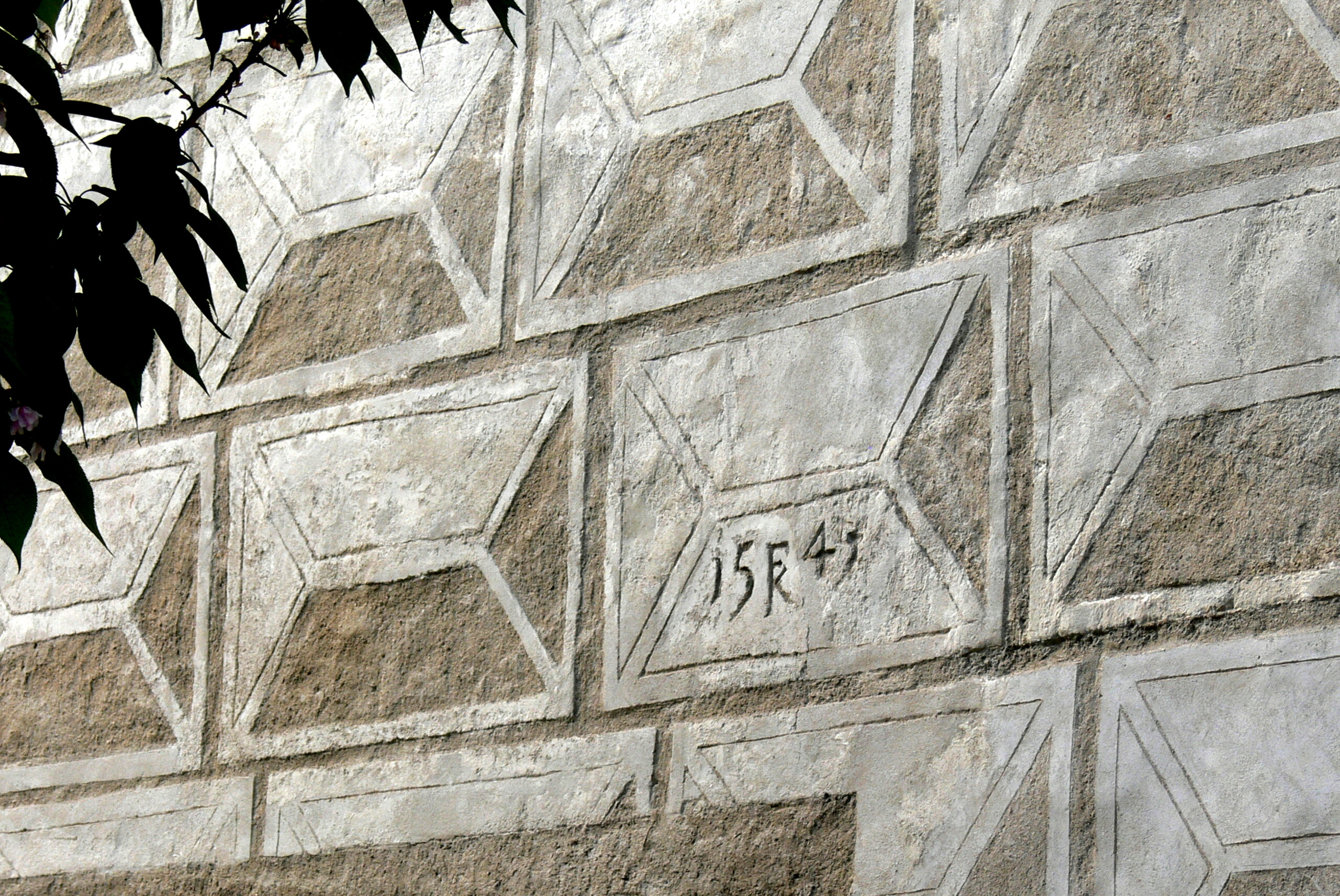
Mặt tiền Sgraffito ở Slavonice với ngày 1545
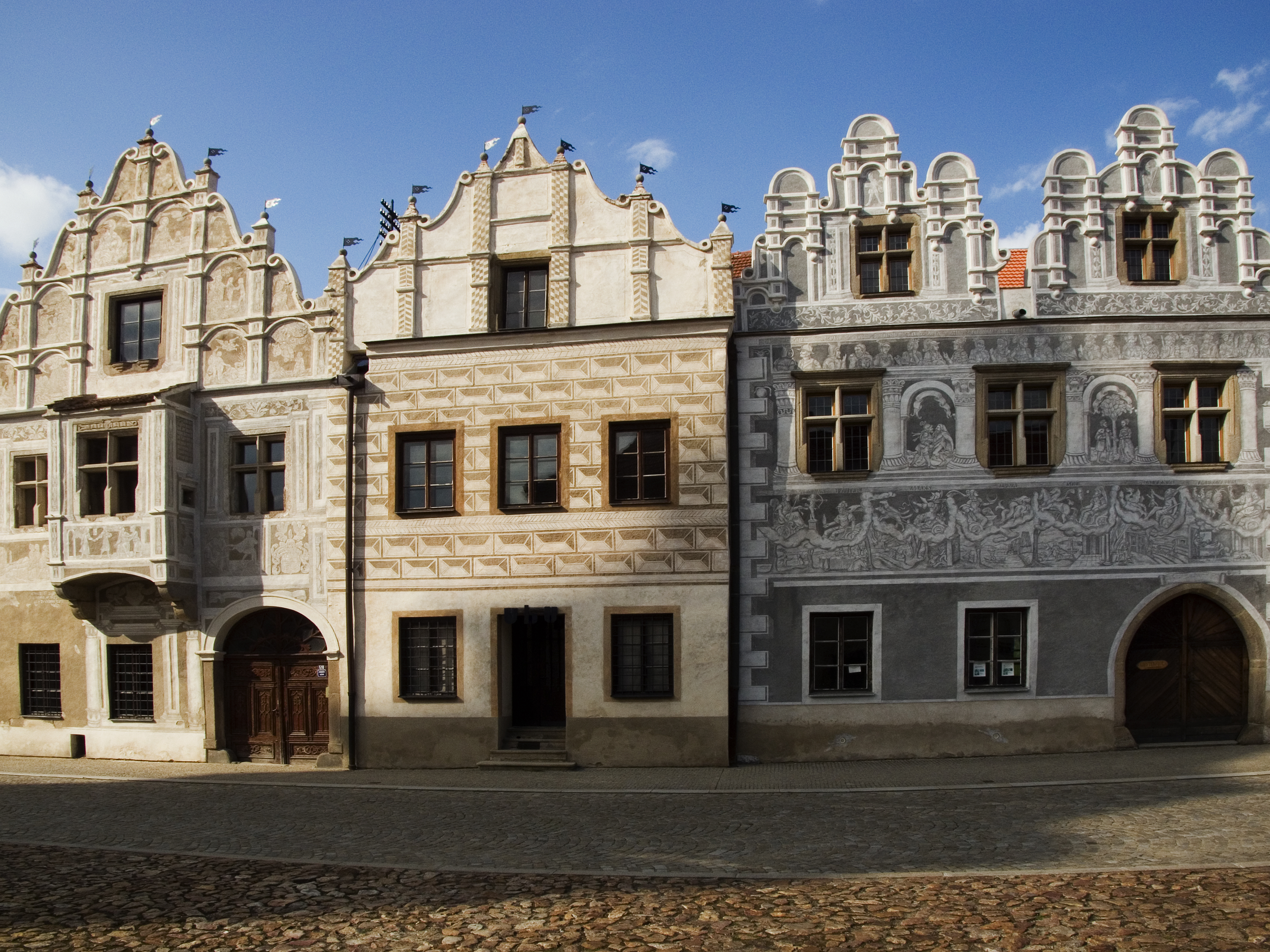
Nhà ở Slavonice
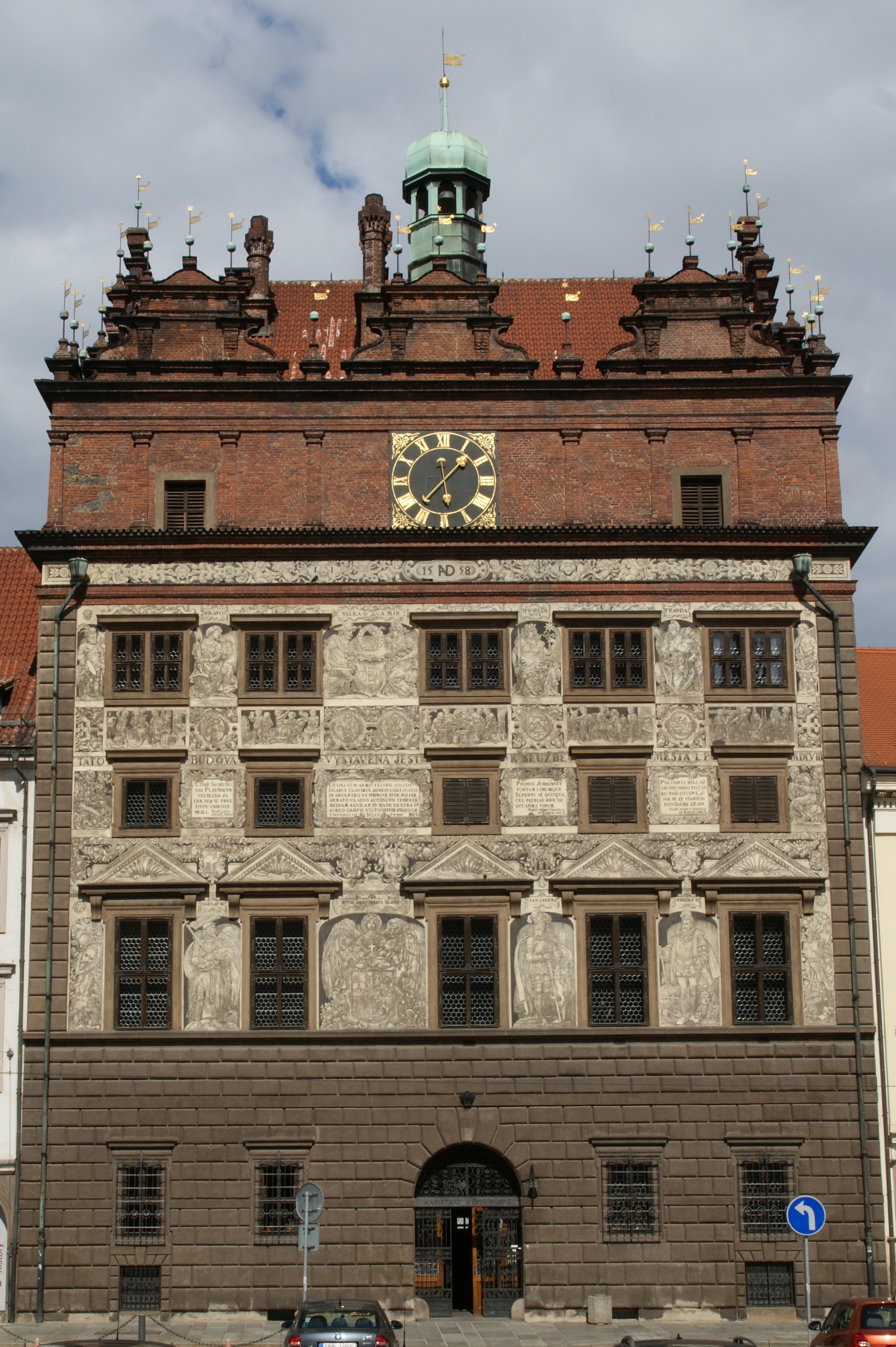
Tòa thị chính ở Pilsen

## Kiến trúc linh thiêng
Trong cuộc Chiến tranh Hussite (1419–1434) nhiều tu viện đã bị phá hủy hoặc thất lạc vật dụng. Chức danh Tổng giám mục Praha bị bỏ trống cho đến năm 1561. Đến thế kỷ 17, các tổ chức giáo hội ở Bohemia không có đủ nguồn lực để tài trợ cho việc xây dựng các công trình tôn giáo mới.
Do đó, kiến trúc thiêng liêng thời Phục hưng hiếm hơn kiến trúc thiêng Gothic hoặc Baroque ở Vương miện Bohemia. Kiến trúc tu viện thời Phục hưng khá đặc biệt ở Bohemia và Moravia. Các nhà thờ mới được xây dựng trong thế kỷ 16 hầu hết được tài trợ bởi các gia đình quý tộc, các thành phố và hoàng gia.
Nhà thờ thời Phục hưng Séc thường được truyền cảm hứng mạnh mẽ từ kiến trúc Gothic thiêng liêng. Trong suốt thế kỷ 16, các hình thức Gothic đã trở thành một biểu hiện của sự linh thiêng. Các nhà thờ thời Phục hưng thường kết hợp kiến trúc thời Phục hưng với một số yếu tố Gothic.
Trong Nhà thờ Ba Ngôi ở Opočno, các cột trụ Corinthian thời Phục hưng đang chống đỡ một mái vòm kiểu Gothic được xây dựng vào năm 1567. Nhà thờ Công giáo Thánh Rochus xây dựng vào năm 1602–1612 trên một mặt bằng tổng hợp khác thường.
Trong thời kỳ Phục hưng, một số nhà thờ Gothic hoàn thành. Nhà thờ Đức Mẹ Maria, Thánh Charlemagne và Nhà thờ Đức Mẹ Tuyết Rơi ở Phố Mới Praha có trần nhà mái vòm giống kiểu Gothic.

Kiến trúc sư người Ý người Thụy Sĩ của Nhà thờ Thánh Peter và Paul ở Volenice, ông Tomasso Rossi di Mendrizio đã thấm nhuần văn hóa Bohemia địa phương trong phong cách của mình. Các nhà thờ thời Phục hưng đáng chú ý khác của Séc là Nhà thờ Thánh Peter và Paul ở Kralovice, Nhà thờ Thánh Martin ở Měrotín, Nhà thờ Thánh Michael ở Branná, Nhà thờ Thánh John Baptist ở Velké Losiny, Nhà thờ Thánh Wenceslaus ở Rudník,... Nhà nguyện của Thánh John the Baptist trong Cung điện Tổng Giám mục ở Prague được coi là một viên ngọc quý. Thật vậy, nội thất linh thiêng thời Phục hưng ở Bohemia của nhà nguyện được bảo tồn rất tốt. Một nhà nguyện thời Phục hưng khác là Nhà nguyện Thánh Stanislaus trong Nhà thờ chính tọa Thánh Wenceslaus ở Olomouc.

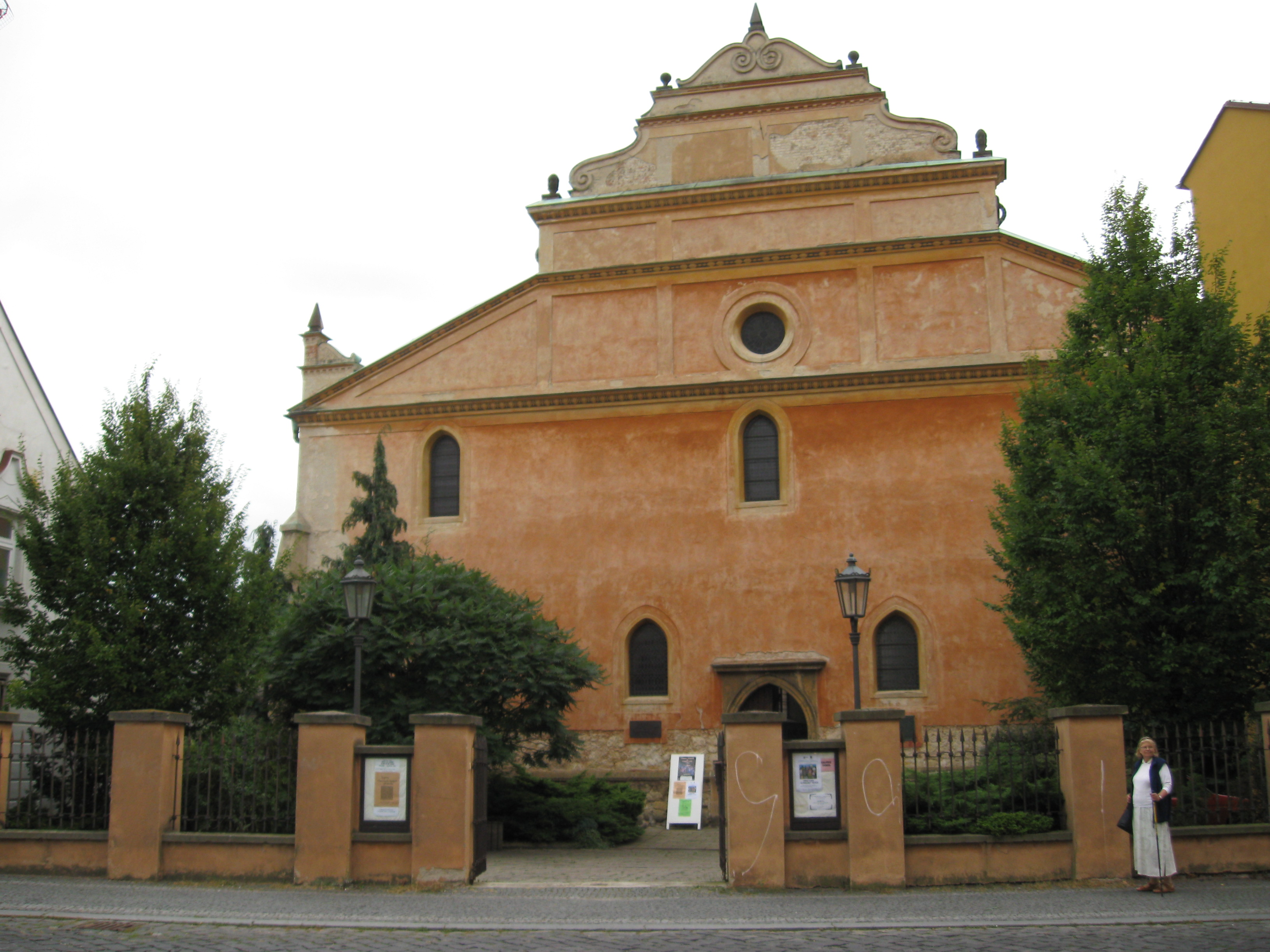
Nhà thờ Bohemia ở Mladá Boleslav
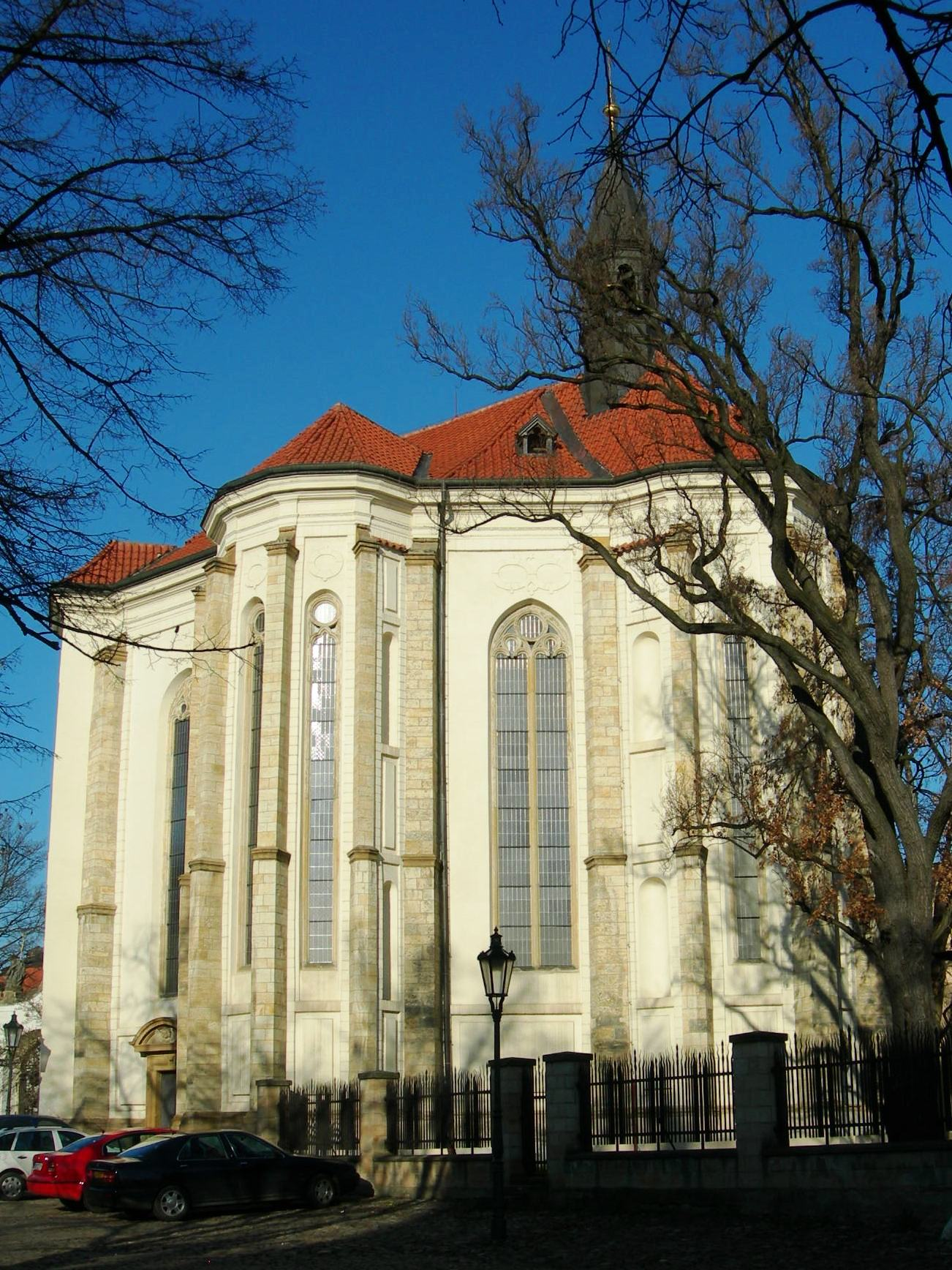
Nhà thờ Saint Rochus ở Praha
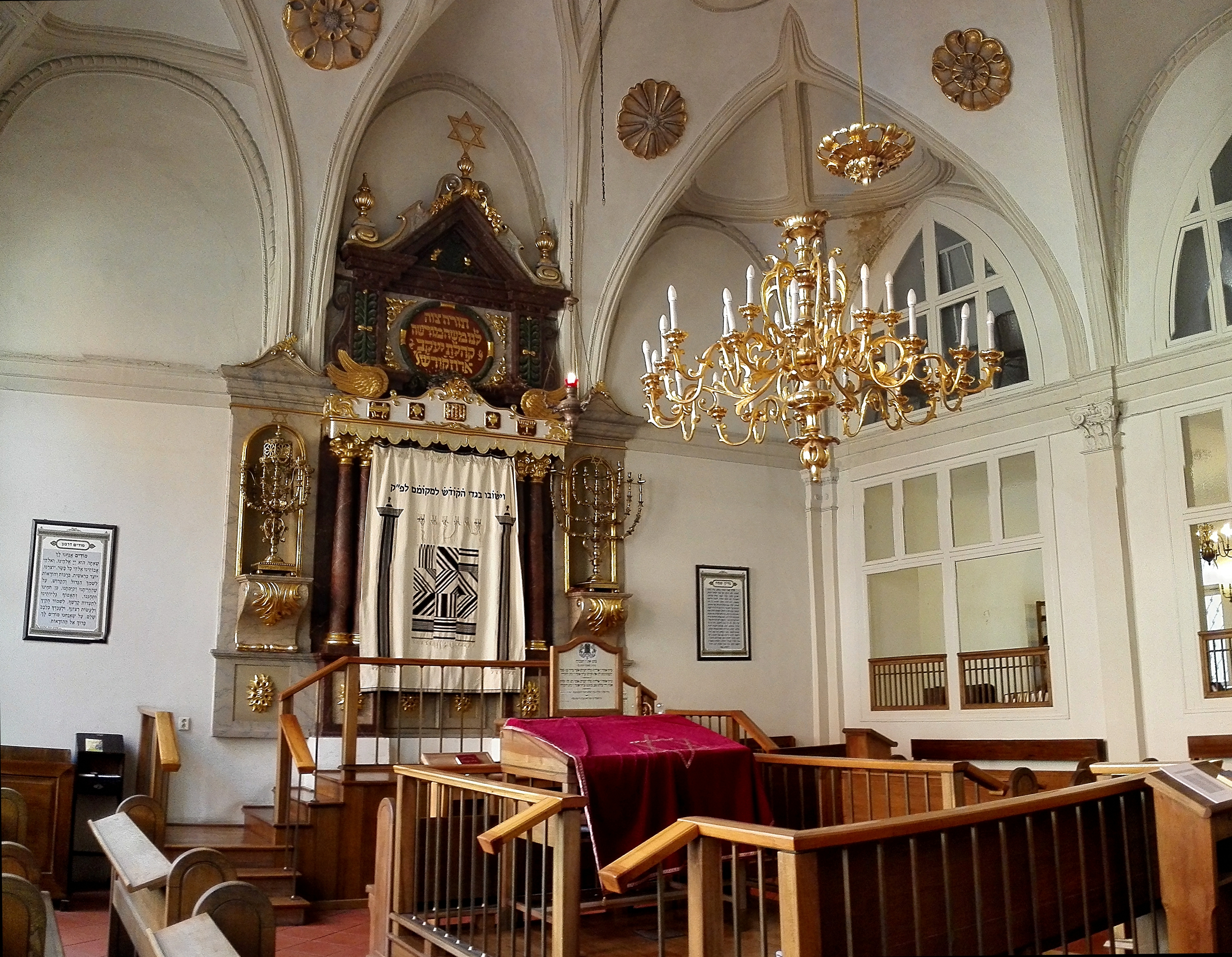
Bên trong Hội đường Do Thái Cấp cao ở Praha
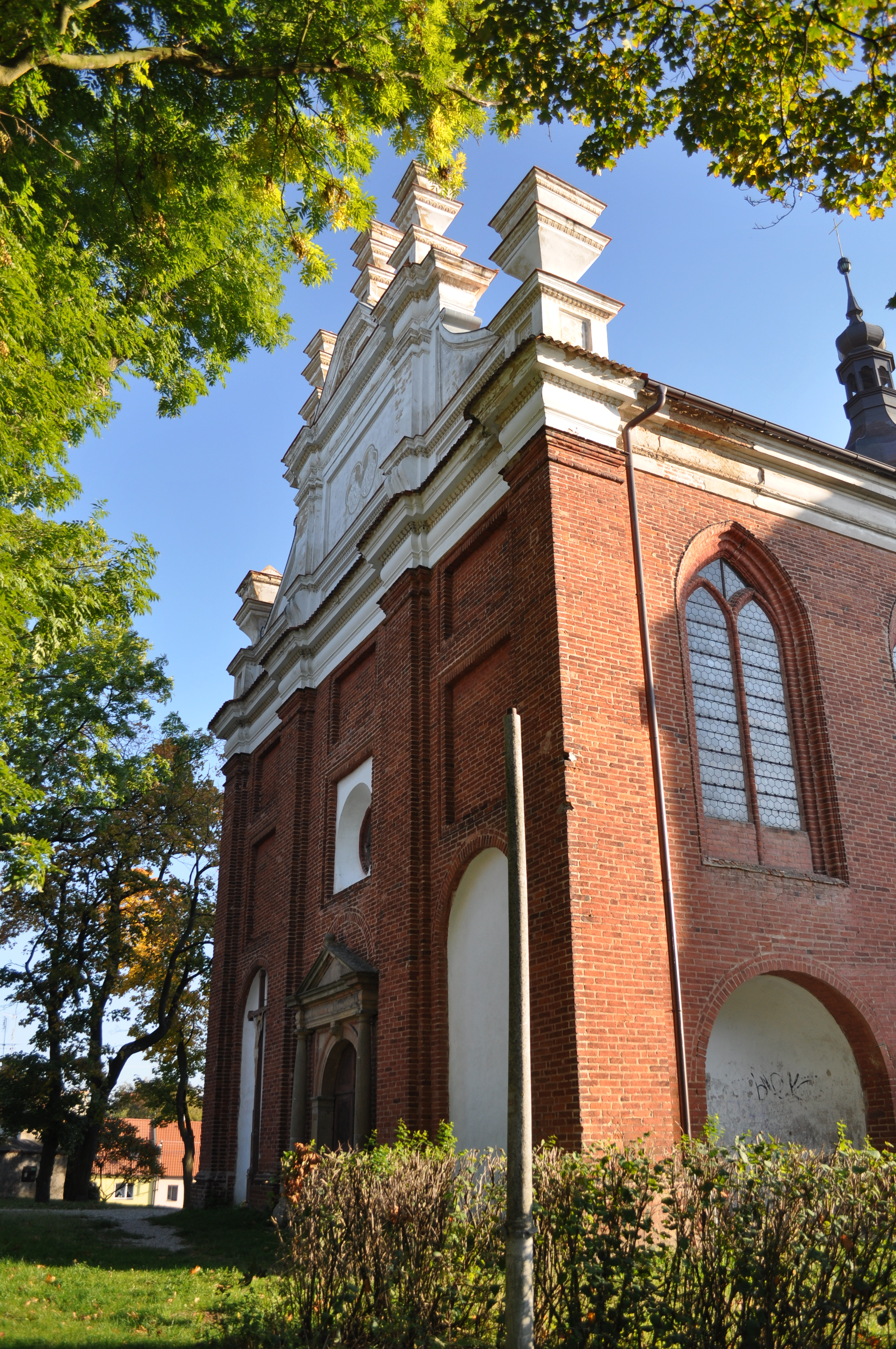
Nhà thờ Thánh Peter và Paul ở Kralovice
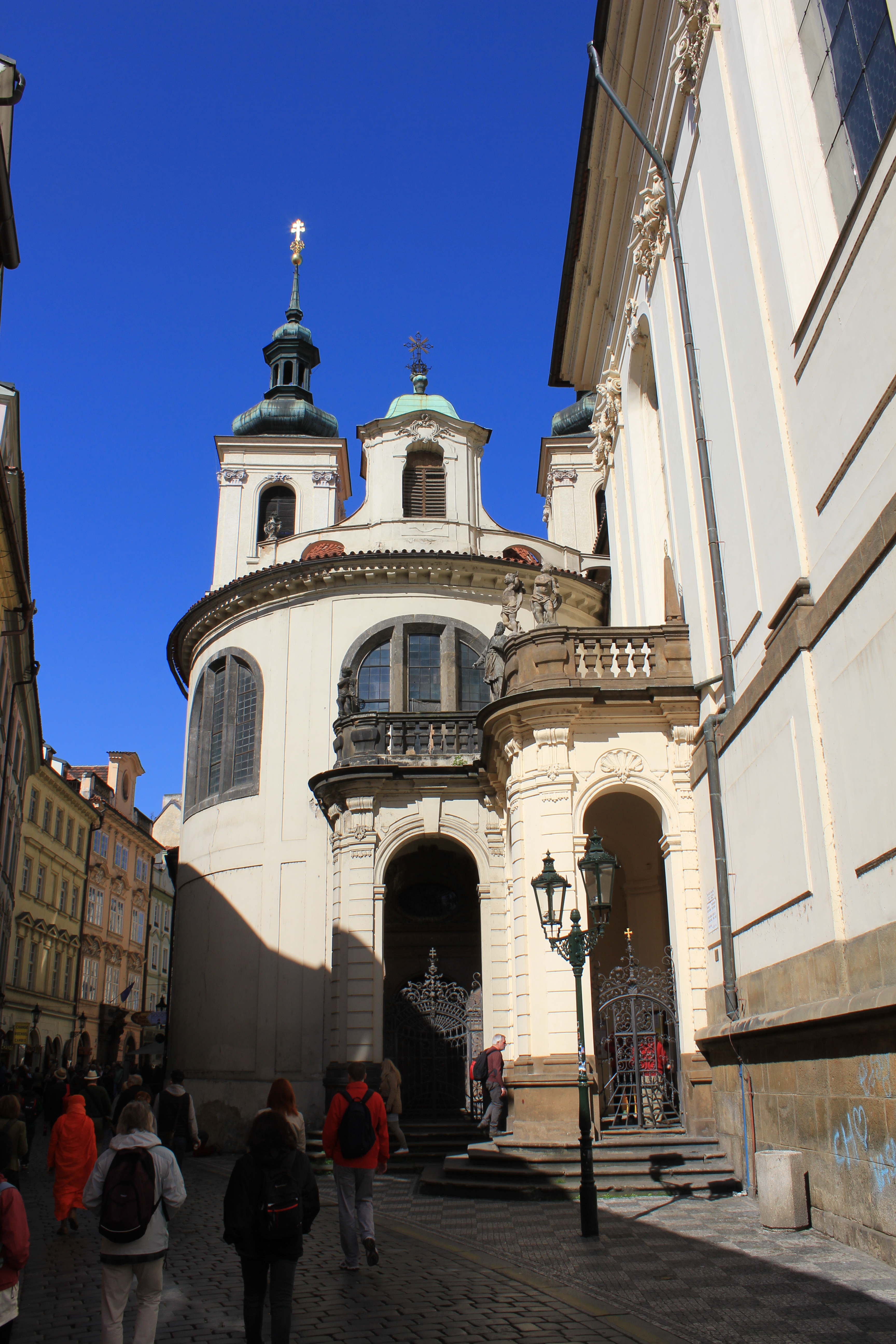
Nhà nguyện Ý ở Clementinum từ những năm 1590

Trong thế kỷ 16, ba hội đường Do Thái mới được xây dựng ở Praha. Hội đường Do Thái Pinkas chứa phong cách Gothic muộn. Hội đường Do Thái Maisel đã mất đi vẻ ngoài thời Phục hưng nhưng Hội đường Do Thái Cấp cao vẫn được bảo tồn rất tốt. Đằng sau mặt tiền rất đơn giản với ba cửa sổ, có một nội thất rất giá trị của thời kỳ Phục hưng.
Nhà nguyện Ý được thánh hiến cho Đức Mẹ lên trời, liền kề trường cao đẳng Dòng Tên cũ có tên là Quần thể kiến trúc Clementinum xây dựng vào năm 1590–1600 cho người Ý cư trú tại Praha. Kiến trúc sư người Ý O. Mascarino xây dựng quần thể này. Quần thể kiến trúc Clementinum rất quan trọng đối với sự phát triển của kiến trúc thiêng liêng ở Bohemia bởi vì nó là một trong những công trình tôn giáo đầu tiên của Séc không chịu ảnh hưởng của phong cách Gothic.